# John Spinks (politicus)
Johan Wilhelm Spinks (Rotterdam, 1 februari 1928 - Breda, 8 april 1987) was een Nederlands PvdA-politicus. In de periode 1971-1977 zetelde hij in de Tweede Kamer.

## Biografie
Hij was de zoon van Martinus Anthonius Franciscus en Johanna Catharina Huibrechts. Na de lagere school zat hij drie jaar lang op de hbs. Spinks woonde van 1954 tot 1957 in Den Haag, eerst aan de Laan Copes van Cattenburch (nummer 24a) en toen aan de Volkerakstraat (nummer 82). Daarna verhuisde hij naar het Noord-Brabantse Gilze, waar hij bijna vijfentwintig jaar bleef wonen. Hij werkte op de Vliegbasis Gilze-Rijen als sergeant-majoor op de afdeling voorlichting en werving van het Luchtmacht Selectie Orgaan. Deze organisatie keurde en selecteerde sinds 1966 nieuw luchtmachtpersoneel. Spinks zat daarnaast (van 1962 tot 1972) in het bestuur van de PvdA, gewest Noord-Brabant-West.
Hij heeft begin jaren zeventig even in Rijen gewoond en verhuisde op 1 mei 1973 naar de Stoutenburgstraat nummer 33 te Breda. Van 11 mei 1971 tot 8 juni 1977 zetelde Spinks in de Tweede Kamer, waar hij namens de PvdA over defensie en sociale zaken sprak. Hij woonde sinds maart 1982 enkele maanden in Amsterdam, maar op 10 november 1982 keerde hij weer terug naar Breda. Hier woonde hij tot zijn overlijden.

### Persoonlijk leven
Op 5 mei 1954 trouwde hij te Rotterdam met Gina van der Burg. Zij hadden samen een dochter en een zoon.